# ニック・メイヒュー
ニック・メイヒュー（Nic Mayhew、1988年11月28日 - ）は、スーパーラグビーサンウルブズに所属するラグビーユニオン選手。

## プロフィール
- ニュージーランド・オークランド出身[1]。
- ポジションはプロップ(PR)。
- 身長 180cm、体重 114kg。

## 略歴
ハーレクインズ、イーシャー、ロンドン・スコティッシュ、ノースハーバー、ブルーズ、ブランビーズ、ヨークシャー・カーネギーを経て、2020年2月、サンウルブズに追加召集された。